# Myelobia smerintha
Myelobia smerintha là một loài bướm đêm trong họ Crambidae.